# 南荻島
南荻島（みなみおぎしま）は、埼玉県越谷市の大字。郵便番号は343-0804。

## 地理
埼玉県の東部地域で越谷市西部の沖積平野に位置する。さいたま市と一角を近接するが砂原に挟まれており接していない。東側には元荒川が緩やかに蛇行しながら流れており、川沿いに国道463号の延伸が計画されている。西側には末田用水が南北に流れる。地区東部は北越谷駅から近く、宅地化が進んでいる。

## 歴史
かつては南荻島村だった。
- 1889年（明治22年）4月1日 - 町村制施行により、南荻島村、小曽川村、野島村、砂原村、北後谷村、西新井村、長島村が合併し南埼玉郡荻島村の大字南荻島となる。
- 1954年（昭和29年）11月3日 - 南埼玉郡越ヶ谷町、大沢町、新方村、桜井村、大袋村、出羽村、蒲生村、大相模村、増林村と合併し越谷町の大字となる。
- 1958年（昭和33年）11月3日 - 越谷町が市制施行し越谷市の大字となる。

## 世帯数と人口
2018年（平成30年）3月1日現在の世帯数と人口は以下の通りである。
| 大字   | 世帯数    | 人口    |
| ------ | --------- | ------- |
| 南荻島 | 3,906世帯 | 8,852人 |

## 小・中学校の学区
市立小・中学校に通う場合、学区（校区）は以下の通りとなる。
| 番地                                             | 小学校               | 中学校             |
| ------------------------------------------------ | -------------------- | ------------------ |
| 1〜4007 4443〜9999                               | 越谷市立荻島小学校   | 越谷市立西中学校   |
| 4241 4157〜4159 4164〜4182 4243〜4247 4251〜4267 | 越谷市立大袋東小学校 | 越谷市立大袋中学校 |
| その他                                           | 越谷市立大袋小学校   | 越谷市立大袋中学校 |

## 交通

### 鉄道
地域内に鉄道は敷設されていない。最寄り駅は東武伊勢崎線（東武スカイツリーライン）北越谷駅となっている。北部では同線大袋駅も近い。

### 道路
- 国道4号草加バイパス
- 国道463号越谷浦和バイパス
- 埼玉県道48号越谷岩槻線
- 埼玉県道52号越谷流山線
- 埼玉県道325号大野島越谷線
- 荻島仲良し通り
- 越谷市道60831号[5] - 〆切橋が架かる。

## 施設
- 文教大学
- 文教大学第二運動場
- 越谷市立荻島小学校
- 越谷市 荻島地区センター・公民館
- 野中自治会館
- 南荻島出津自治会館
- ぶどうぞの幼稚園
- 県営南荻島団地
- 南荻島公園
- 出津第一公園
- 出津第二公園
- 真言宗豊山派玉泉院 - 五社稲荷神社の別当寺
  - 堤根集会所
- 五社稲荷神社
- 諏訪神社

## 工場
- ぼんち東京工場

## 関連文献
- 「荻島村」『新編武蔵風土記稿』 巻ノ203埼玉郡ノ5、内務省地理局、1884年6月。NDLJP:764008/13。